# Угур, Аднан
Аднан Угур (тур. Adnan Uğur; род. 28 июня, 2001, Дист, Бельгия) —  бельгийский футболист турецкого происхождения, полузащитник клуба «Фатих Карагюмрюк».

## Клубная карьера

### «Фортуна»
В июле 2019 года перешёл из молодёжной команды «Брюгге» в клуб «Фортуна» (Ситтард). Дебютировал в Эредивизи 4 августа 2019 года в матче с АЗ.

### «Дордрехт»
В январе 2021 года отправился в аренду в клуб «Дордрехт» из Эрстедивизи. Дебютировал за клуб 15 февраля в матче с «Йонг Аякс».

### «Фатих Карагюмрюк»
В сентябре 2021 года отправился в аренду в «Фатих Карагюмрюк». Дебютировал в Суперлиге Турции 21 сентября 2021 года в матче с «Антальяспором». Отметился забитым мячом в матче 32-го тура с клубом «Касымпаша». В Кубке Турции сыграл в 4-м круге в матче с «Сарыером».

## Карьера в сборной
Играл за сборные Бельгии до 15, 16, 17, 18 и 19 лет. 